# Фаброни, Анджело
Анджело Фаброни (итал. Angelo Fabroni, 1732—1803) — итальянский библиограф; был приором монастыря св. Лаврентия во Флоренции.

## Труды
Редактировал «Giornali de Letterati» (Пиза, 1771—96). Наибольшей известностью пользуется его сочинение «Vitae italorum doctrina excellentium qui seculis XVII et XVIII floruerunt» (Пиза, 1778—99, 1804—05, 20 тт.), обеспечившее за ним прозвище «итальянского Плутарха». Написал ещё "Vita magni Cosmi Medici (Пиза, 1788—89), «Elogi d’illustri Italiani» (Пиза, 1786—89); «Historia Academiae Pisanae» (Пиза, 1791—95); «Vita Leonis X» (Пиза, 1797). См. Tipaldo, «Biografia degli Italiani illustri» (т. X) и в «Appendice» к т. XX «Vitae italorum» самого Фаброни.